# Liste der Nummer-eins-Hits in Singapur (2021)
Diese Liste der Nummer-eins-Hits in Singapur 2021 basiert auf den offiziellen Chartlisten der RIAS. Die Charts basieren allein auf Musikstreaming.

## Singles
| ← 2020 ← | Liste der Nummer-eins-Hits in Singapur | Liste der Nummer-eins-Hits in Singapur     | Liste der Nummer-eins-Hits in Singapur | 2022 → |
| \| Zeitraum \| Wo. ges. \| Interpret \| Titel Autor(en) \| Zusätzliche Informationen \| \| (Zeitraum, Wochen auf Platz eins, Interpret, Titel, Autor[en], zusätzliche Informationen) \| \| \| \| \| \| ----------------------------------------------------------------------------------------- \| -------- \| ------------------------------------------ \| ---------------------------------------------------------------------------------------------------------------------------------------------------------------------------------------------------------- \| ----------------------------------------------------------------------------------------------------------------------------------------------------------------------------------------------- \| \| 25. Dezember 2020 – 7. Januar 2021 2 Wochen \| 2 \| Crowd Lu 盧廣仲 \| Kè zài wǒ xīndǐ de míngzì 刻在我心底的名字 Jia Wang, Xu Yuanting, Chen Wenhua (佳旺, 許媛婷, 陳文華) \| Das Lied ist der Titelsong des gleichnamigen taiwanesischen LGBTQ-Spielfilms, englischer Titel Your Name Engraved Herein, der zum Jahresende bei Netflix international veröffentlicht wurde.[1] \| \| 8. Januar 2021 – 25. Februar 2021 7 Wochen \| 7 \| Olivia Rodrigo \| Drivers License Daniel Leonard Nigro, Olivia Rodrigo \| – \| \| 26. Februar 2021 – 11. März 2021 2 Wochen \| 2 \| Giveon \| Heartbreak Anniversary Maneesh Bidaye, Rupert Thomas Jr., Varren Jerome Lloyd Wade, Giveon D. Evans \| – \| \| 12. März 2021 – 25. März 2021 2 Wochen \| 2 \| Rosé \| On the Ground Amy Rose Allen, Raúl Ignacio Cubina, Jonathan David Bellion, Jorgen Michael Odegard \| – \| \| 26. März 2021 – 22. April 2021 4 Wochen \| 4 \| Justin Bieber feat. Daniel Caesar & Giveon \| Peaches Justin Bieber, Giveon D. Evans, Bernard Alexander Harvey, Ashton D. Simmonds, Andrew Wotman \| – \| \| 23. April 2021 – 6. Mai 2021 2 Wochen \| 2 \| The Weeknd \| Save Your Tears Max Martin, Abel Tesfaye, Ahmad Balshe, Oscar Thomas Holter, Jason Matthew Quenneville \| – \| \| 7. Mai 2021 – 13. Mai 2021 1 Woche \| 1 \| Doja Cat feat. SZA \| Kiss Me More Carter Lang, David A. Sprecher, Rogét Chahayed, Amala Ratna Dlamini, Lukasz Gottwald, Stephen Alan Kipner, Gerard A. Powell, Solána Imani Rowe, Terry Shaddick \| – \| \| 14. Mai 2021 – 20. Mai 2021 1 Woche \| 1 \| Olivia Rodrigo \| Good 4 U Daniel Leonard Nigro, Olivia Rodrigo \| – \| \| 21. Mai 2021 – 8. Juli 2021 7 Wochen \| 7 \| BTS \| Butter Jenna Lauren A. E. Andrews, Alexander Joshua Bilowitz, Sebastian Garcia, Robert Francis Grimaldi, Stephen Kirk, Kim Nam-Joon, Ron Perry \| – \| \| 9. Juli 2021 – 22. Juli 2021 2 Wochen \| 2 \| BTS \| Permission to Dance Edward Christopher Sheeran, Johnny McDaid, Jenna Andrews, Steven McCutcheon \| – \| \| 23. Juli 2021 – 23. September 2021 9 Wochen (insgesamt 11) \| 11 \| The Kid Laroi & Justin Bieber \| Stay Charlton Kenneth Jeffrey Howard, Justin Drew Bieber, Blake Slatkin, Charlie Puth, Magnus August Høiberg, Michael Mulé, Isaac De Boni, Omer Fedi, Subhaan Rahmaan \| – \| \| 24. September 2021 – 30. September 2021 1 Woche \| 1 \| Coldplay & BTS \| My Universe Oscar Thomas Holter, Guy Rupert Berryman, Jonathan Mark Buckland, William Champion, Christopher Anthony John Martin, Jeong Ho-seok, Min Yoon-gi, Kim Nam-jun, Bill Rahko, Martin Karl Sandberg \| – \| \| 1. Oktober 2021 – 14. Oktober 2021 2 Wochen (insgesamt 11) \| 11 \| The Kid Laroi & Justin Bieber \| Stay Charlton Kenneth Jeffrey Howard, Justin Drew Bieber, Blake Slatkin, Charlie Puth, Magnus August Høiberg, Michael Mulé, Isaac De Boni, Omer Fedi, Subhaan Rahmaan \| – \| \| 15. Oktober 2021 – 18. November 2021 5 Wochen \| 5 \| Adele \| Easy on Me Gregory Allen Kurstin, Adele Laurie Blue Adkins \| – \| \| 19. November 2021 – 16. Dezember 2021 4 Wochen \| 4 \| Taylor Swift \| All Too Well (Taylor’s Version) Taylor Alison Swift, Liz Rose \| – \| \| 17. Dezember 2021 – 20. Januar 2022 5 Wochen (insgesamt 13) \| 13 \| Justin Bieber \| Ghost Jonathan David Bellion, Justin Drew Bieber, Jordan Kendall Johnson, Stefan Adam Johnson, Michael Ross Pollack \| – \| |                                        |                                            | | |
| ← 2020 |                                        |                                            | | → 2022 → |
| Zeitraum | Wo. ges.                               | Interpret                                  | Titel Autor(en) | Zusätzliche Informationen |
| (Zeitraum, Wochen auf Platz eins, Interpret, Titel, Autor[en], zusätzliche Informationen) |                                        |                                            | | |
| 25. Dezember 2020 – 7. Januar 2021 2 Wochen | 2                                      | Crowd Lu 盧廣仲                            | Kè zài wǒ xīndǐ de míngzì 刻在我心底的名字 Jia Wang, Xu Yuanting, Chen Wenhua (佳旺, 許媛婷, 陳文華) | Das Lied ist der Titelsong des gleichnamigen taiwanesischen LGBTQ-Spielfilms, englischer Titel Your Name Engraved Herein, der zum Jahresende bei Netflix international veröffentlicht wurde. |
| 8. Januar 2021 – 25. Februar 2021 7 Wochen | 7                                      | Olivia Rodrigo                             | Drivers License Daniel Leonard Nigro, Olivia Rodrigo | – |
| 26. Februar 2021 – 11. März 2021 2 Wochen | 2                                      | Giveon                                     | Heartbreak Anniversary Maneesh Bidaye, Rupert Thomas Jr., Varren Jerome Lloyd Wade, Giveon D. Evans | – |
| 12. März 2021 – 25. März 2021 2 Wochen | 2                                      | Rosé                                       | On the Ground Amy Rose Allen, Raúl Ignacio Cubina, Jonathan David Bellion, Jorgen Michael Odegard | – |
| 26. März 2021 – 22. April 2021 4 Wochen | 4                                      | Justin Bieber feat. Daniel Caesar & Giveon | Peaches Justin Bieber, Giveon D. Evans, Bernard Alexander Harvey, Ashton D. Simmonds, Andrew Wotman | – |
| 23. April 2021 – 6. Mai 2021 2 Wochen | 2                                      | The Weeknd                                 | Save Your Tears Max Martin, Abel Tesfaye, Ahmad Balshe, Oscar Thomas Holter, Jason Matthew Quenneville | – |
| 7. Mai 2021 – 13. Mai 2021 1 Woche | 1                                      | Doja Cat feat. SZA                         | Kiss Me More Carter Lang, David A. Sprecher, Rogét Chahayed, Amala Ratna Dlamini, Lukasz Gottwald, Stephen Alan Kipner, Gerard A. Powell, Solána Imani Rowe, Terry Shaddick                                | – |
| 14. Mai 2021 – 20. Mai 2021 1 Woche | 1                                      | Olivia Rodrigo                             | Good 4 U Daniel Leonard Nigro, Olivia Rodrigo | – |
| 21. Mai 2021 – 8. Juli 2021 7 Wochen | 7                                      | BTS                                        | Butter Jenna Lauren A. E. Andrews, Alexander Joshua Bilowitz, Sebastian Garcia, Robert Francis Grimaldi, Stephen Kirk, Kim Nam-Joon, Ron Perry                                                             | – |
| 9. Juli 2021 – 22. Juli 2021 2 Wochen | 2                                      | BTS                                        | Permission to Dance Edward Christopher Sheeran, Johnny McDaid, Jenna Andrews, Steven McCutcheon | – |
| 23. Juli 2021 – 23. September 2021 9 Wochen (insgesamt 11) | 11                                     | The Kid Laroi & Justin Bieber              | Stay Charlton Kenneth Jeffrey Howard, Justin Drew Bieber, Blake Slatkin, Charlie Puth, Magnus August Høiberg, Michael Mulé, Isaac De Boni, Omer Fedi, Subhaan Rahmaan                                      | – |
| 24. September 2021 – 30. September 2021 1 Woche | 1                                      | Coldplay & BTS                             | My Universe Oscar Thomas Holter, Guy Rupert Berryman, Jonathan Mark Buckland, William Champion, Christopher Anthony John Martin, Jeong Ho-seok, Min Yoon-gi, Kim Nam-jun, Bill Rahko, Martin Karl Sandberg | – |
| 1. Oktober 2021 – 14. Oktober 2021 2 Wochen (insgesamt 11) | 11                                     | The Kid Laroi & Justin Bieber              | Stay Charlton Kenneth Jeffrey Howard, Justin Drew Bieber, Blake Slatkin, Charlie Puth, Magnus August Høiberg, Michael Mulé, Isaac De Boni, Omer Fedi, Subhaan Rahmaan                                      | – |
| 15. Oktober 2021 – 18. November 2021 5 Wochen | 5                                      | Adele                                      | Easy on Me Gregory Allen Kurstin, Adele Laurie Blue Adkins | – |
| 19. November 2021 – 16. Dezember 2021 4 Wochen | 4                                      | Taylor Swift                               | All Too Well (Taylor’s Version) Taylor Alison Swift, Liz Rose | – |
| 17. Dezember 2021 – 20. Januar 2022 5 Wochen (insgesamt 13) | 13                                     | Justin Bieber                              | Ghost Jonathan David Bellion, Justin Drew Bieber, Jordan Kendall Johnson, Stefan Adam Johnson, Michael Ross Pollack                                                                                        | – |